# آدولفو بیوئی کاسارس
آدولفو بیوئی کاسارس (۱۵ سپتامبر ۱۹۱۴ - ۸ مارس ۱۹۹۹) روزنامه‌نگار، شاعر و نویسنده داستانهای علمی تخیلی است.
کاسارس کار نوشتن را از اوایل دهه۳۰ آغاز کرد. او در سال ۱۹۳۱ با بورخس آشنا شد. از آن به بعد او به عنوان پیرو و همکار بورخس شناخته شد. عمده شهرت کاسارس برای رمان ابداع مورل است.

## رمان‌ها
- ابداع مرل
- نقشه‌ای برای فرار